# Бортник, Иван Михайлович
Ива́н Миха́йлович Бо́ртник (род. 9 мая 1940, Серпухов, Московская область) — российский учёный, член Наблюдательного совета Ассоциации инновационных регионов России, профессор кафедры менеджмента инноваций НИУ ВШЭ.

## Биография
В 1963 году окончил Московский энергетический институт по специальности «инженер-электрик».
С 1962 по 1966 годы трудился инженером в Московском энергетическом институте.
С 1966 по 1987 годы продвигался по карьерной лестнице во Всесоюзном энергетическом институте им. Ленина: от начальника лаборатории и заведующего отделением, до заместителя директора, а затем генерального директора.
В 1981 году защищает докторскую, и получает учёную степень доктора технических наук.
С 1987 по 1988 годы — заместитель Председателя Государственного комитета СССР по науке и технике.
С 1988 по 1991 годы — первый заместитель Председателя Государственного комитета СССР по науке и технике.
С 1991 по 1992 годы — первый заместитель Председателя Государственного комитета СССР по науке и технологиям.
В период с 1992 по 1993 годы работал заместителем Министра науки, высшей школы и технической политики РФ.
В 1994 году внес в Правительство РФ предложение об основании Фонда содействия развитию малых форм предприятий в научно-технической сфере, и становится его генеральным директором.
В 2008 году, после появления информации о том, что в бытность первым заместителем председателя ГКНТ СССР Иван Бортник лично способствовал выделению значительных сумм из госбюджета на закупку Центром Межотраслевых научно-технического программ (МЕНАТЕП) Михаила Ходорковского крупной партии компьютеров IBM PC для ГКНТ СССР и правительства страны, генеральным директором Фонда содействия развитию малых форм предприятий в научно-технической сфере был назначен Сергей Поляков. Иван Бортник становится председателем наблюдательного совета Фонда.
С 2010 года исполнительный директор Ассоциации инновационных регионов России.
В 2013 году И. М. Бортнику за цикл трудов «Методология и технологии вузовской подготовки обучающихся к инновационной деятельности» присуждена премия Правительства Российской Федерации в области образования и присвоено звание «Лауреат премии Правительства Российской Федерации в области образования».
В сентябре 2015 года Бортник попросил освободить себя от должности председателя наблюдательного совета Фонда содействия развитию малых форм предприятий в научно-технической сфере, объяснив своё желание возрастом. В апреле 2016 года был снят с этой должности распоряжением Президента России.

## Награды
В 2001 году становится Лауреатом Премии Правительства Российской Федерации в области науки и техники.
В 2017 году награждён орденом Почёта.
В 2025 году награждён орденом «За заслуги перед Отечеством» IV степени.